# Zazie Beetz
Zazie Beetz, född 1 juni 1991 i Berlin, Tyskland, är en tysk-amerikansk skådespelare.
Beetz har bland annat medverkat i TV-serierna Atlanta (2016–2022), Invincible (2021–2023). Hon har även medverkat i filmerna Deadpool 2 från 2018 och Nine Days från 2020.

## Filmografi (i urval)
- 2016–2022: Atlanta
- 2016 – Deadpool
- 2019: Deadpool 2
- 2019 – Joker
- 2020: Nine Days
- 2021–2023: Invincible
- 2022 – Bullet Train
- 2022 – Tuffa gänget (röst)
- 2023 – Full Circle (TV-serie)